# David Connelly
David Connelly (spotykany jest również zapis nazwiska jako Conolly lub Connolly)  – brytyjski zapaśnik walczący w stylu wolnym.
Zajął 24. miejsce na mistrzostwach świata w 1991. Czternasty na mistrzostwach Europy w 1992. Brązowy medalista igrzysk wspólnoty narodów w 1986 i czwarty w 1994. Mistrz Wspólnoty Narodów w 1987 i trzeci w 1989  roku, gdzie reprezentował Szkocję.
Jego syn Ross Connelly, również jest zapaśnikiem.